# Richard Payne Knight
Richard Payne Knight né le 15 février 1750 à Hereford et mort le 23 avril 1824 est un collectionneur et critique d'art, archéologue, philologue et élu au Parlement britannique.

## Biographie
Éduqué à domicile, il fait cependant un Grand Tour de plusieurs années après 1767. Il ramène du continent une importante collection d'art qui lui permet de devenir membre de la Société des Dilettanti. Il achète notamment plusieurs trésors d'argenterie romaine découverts en France, comme le trésor de Mâcon et le trésor de Caubiac qu'il lègue ensuite au British Museum. En 1814, il devient trustee du British Museum.
Il est le frère de Thomas Andrew Knight.